# Miguel Ángel García-Sánchez
Miguel Ángel García-Sánchez, (Madrid; 5 de junio de 1966) es un intelectual, poeta, ensayista, comunicador y editor independiente español.

## Biografía
Cursó estudios técnicos de informática (BSc Computer Engineering), es titulado en Derecho Informático y Peritaciones Judiciales (UDIMA) y Técnico Superior Universitario en Auditoría y Seguridad Informática (URJC), lo que le ha llevado a trabajar en varias multinacionales dentro y fuera de España en el ámbito de las nuevas tecnologías, compaginando dicha actividad profesional con la docencia en diversas instituciones públicas y privadas, como el Ayuntamiento de Rivas-Vaciamadrid, el Hospital Universitario Puerta de Hierro, el Instituto Madrileño de la Salud o la Escuela Julián Besteiro de la Unión General de Trabajadores, entre otras. En 2012 crea el proyecto educativo Openmind, que es integrado en el programa de formación continua de la Universidad Complutense durante el curso 2013-2014.
Cuenta con numerosos artículos publicados, y ha dirigido y presentado diversos ciclos de conferencias culturales y sociales. Ha sido colaborador habitual en el programa de Radio Intercontinental, Ya es Domingo, dirigido y presentado por Almudena Negro. Miembro de la Royal Photographic Society entre los años 2008 y 2014 y de la Internet Society en la actualidad, entre otras instituciones. Desde 2008 hasta 2015 fue miembro de la junta directiva de Ágora Agrupación para el Diálogo, periodo durante el que ostentó diversos cargos en las secciones de fotografía (vicepresidente), literatura (secretario) y comunicación (secretario) del Ateneo de Madrid. En 2013 fue elegido presidente de la sección de Pensamiento Marginal del Ateneo de Madrid hasta su relevo en 2015.
García-Sánchez dirigió y presentó el programa semanal El mundo en Viernes en Radio Internacional (Spain Radio International) hasta diciembre de 2015.
Desde 2016 permanece retirado de la actividad pública y se dedica exclusivamente al desempeño profesional en la empresa privada y a la vida familiar.

## Obra
A través de su obra busca provocar una reflexión sobre sí mismo, el hombre y la sociedad. Debido al solipsismo que marca su filosofía de la vida, en su obra hace una crítica al cinismo y a la hipocresía, que a su juicio, «lastran y dificultan el desarrollo del individuo como un ciudadano libre».
En diciembre de 2015, ve la luz el ensayo Los Protocolos de los Sabios de Sión: La bíblia del antisionismo al descubierto, en una edición dirigida y coordinada por García-Sánchez, con la pretensión de «analizar de forma crítica el libelo que supuso la excusa para el mayor genocidio contemporáneo y que es utilizado con vehemencia igualmente por extremistas políticos, neonazis, antisionistas, teóricos de la conspiración y fundamentalistas religiosos, que acaba acusando por igual a judíos, masones y comunistas».
En septiembre de 2014, publica Putesía, calificada como una «Una obra irreverente, dura, áspera, desgarrada y vigorosa que (...) explora sin pudor la sordidez, el dolor y el desencanto, sumergiéndose en ellos a través de un lenguaje coloquial y directo. Sicalípsis y realismo sucio».
En octubre de 2012, publica Versos negros: [Uncensored], prologada por Alejandro Jodorowsky, enmarcada en el realismo sucio, basándose en la afirmación de Egon Schiele de que «La obra de arte erótica también tiene santidad». Este mismo título cuenta con una edición especial para Amazon.
Funda en 2011 la revista digital Opinión Digital y cofunda, junto a Gustavo Vidal Manzanares, la revista digital Izquierda Digital de la que fue editor hasta enero de 2012. Ambas publicaciones, de carácter marcadamente progresista e independiente fueron bloqueadas por la televisión pública de la Comunidad Valenciana Canal Nou en julio de 2011, «impidiendo a sus trabajadores el acceso a ambos medios online».

### Conferencias
Ha presentado y dirigido numerosas conferencias y actos públicos, entre los que destacan:
- Conferencia Claves ocultas de El Símbolo Perdido,[11] impartida por Enrique de Vicente. Salón de Actos del Ateneo de Madrid, 2 de julio de 2010.
- Conferencia La separación entre la Iglesia y el Estado, la libertad de conciencia y el camino hacia la laicidad. El Gran Oriente de Francia y la laicidad,[12] moderando las intervenciones de representantes de Europa Laica, la Asociación Derecho a Morir Dignamente, Redes Cristianas, la Logia siete de Abril y la Logia Mozart. Ateneo de Madrid. 9 de diciembre de 2010.
- Conferencia Odessa, el pasillo vaticano y la huida de Hitler. El papel de la iglesia y su colaboración en la huida de los nazis,[13] a cargo de Eric Frattini. Salón de Actos del Ateneo de Madrid, 26 de abril de 2011.
- Conferencia De el origen de las especies a un mundo feliz,[14] a cargo del biólogo y antidarwinista Máximo Sandín. Ateneo de Madrid, 12 de mayo de 2011.
- Conferencia Desaprendiendo la historia antigua,[15] a cargo de la Dra. en Historia Ana Vázquez-Hoys, Ateneo de Madrid, 1 de julio de 2011.
- Conferencia Dinastía XVIII,[16] a cargo de la Dra. en Historia Ana Vázquez-Hoys, Ateneo de Madrid, 13 de octubre de 2011.
- Conferencia Somalia: un proyecto para acabar con la hambruna,[17] a cargo de Alberto Vázquez-Figueroa.  Ateneo de Madrid, 21 de octubre de 2011.
- Conferencia Genética y evolución. La evolución sin Darwin,[18] a cargo del Dr. en biología y antidarwinista Máximo Sandín. Ateneo de Madrid, 14 de noviembre de 2011.
- Conferencia Anti-Masonería y Fuerzas Ocultas,[19] con la proyección de la versión íntegra, subtitulada en castellano de la película francesa antimasónica Fuerzas Ocultas, e introduciendo al Dr. en Historia Javier Domínguez Arribas. Salón de Actos del Ateneo de Madrid. 5 de mayo de 2012.
- Recital poético Versos Negros, junto a Joaquin Kremel . Ateneo de Madrid, 19 de noviembre de 2012.
- Conferencia Doble crisis,[20] a cargo de Jordi Sevilla, acto presidido por Carlos Paris , que les valió recibir el calificativo de "perroflautas ilustrados" por una parte de la prensa española conservadora.[21] Ateneo de Madrid, 21 de marzo de 2013.
- Debate Crisis o codicia económica,[22] a cargo de Mónica Melle, Ateneo de Madrid, 3 de abril de 2013.
- Mesa redonda Europa en la encrucijada, ¿hacia dónde vamos?,[23] a cargo de a cargo de Mario Conde, Mónica Melle y Christian Ghymers, y moderado por Almudena Negro. Ateneo de Madrid, 12 de diciembre de 2013.

### Exposiciones
Ha dirigido la organización del concurso fotográfico El Símbolo Perdido, en sus dos ediciones, en los años 2010 y 2011, siendo además comisario de ambas exposiciones fotográficas.
También ha sido comisario de varias exposiciones en la sala Espacio Prado, de Madrid.